# Axel Kolodziej
Axel Kolodziej (* 1968 in Remscheid) ist ein deutscher Historiker.

## Leben
Kolodziej studierte Mittlere und Neuere Geschichte, Politik und Geographie an der Universität Bonn und schloss 1996 mit Magister Artium in Mittlerer und Neuerer Geschichte ab. Er promovierte 2003 mit seiner Dissertation über „Herzog Wilhelm I. von Berg“ zum Dr. phil. Seine Dissertation am Institut für geschichtliche Landeskunde der Rheinlande (Universität Bonn) wurde von Wilhelm Janssen und Manfred Groten betreut.
Von 2009 bis 2010 hatte er den Vorsitz der Remscheider Abteilung des Bergischen Geschichtsvereins.
Als Nachfolger von Stefan Geppert war Kolodziej ab 2010 bis zum 31. März 2011 Geschäftsführer des Schlossbauvereins und Direktor des Bergischen Museums auf Schloss Burg in Solingen. Es folgte eine vorzeitige Trennung, trotz seines guten Rufes durch zahlreiche Vorträge im Bergischen Geschichtsverein als Historiker, weil der Schlossbauverein unter dem Vorsitzenden Klaus-Dieter Schulz und Kolodziej unterschiedliche Vorstellung in der Geschäftsführung des Schlosses Burg hatten.

## Auszeichnungen und Ehrungen
- 2007: Jonges-Wissenschaftspreis (Der Heimatverein Düsseldorfer Jonges ehrt Kolodziej für seine Arbeit „Herzog Wilhem I. von Berg“ (1348–1408)).[8]

## Schriften
- Bergischer Geschichtsverein (Hrsg.): Herzog Wilhelm I. von Berg (1380–1408). Neustadt an der Aisch 2005, ISBN 3-87707-639-4.
- Napoleon im Bergischen Land. In: Romerike Berge. Band 56, Heft 3. Thales-Verl., Essen-Werden 2006.
- Departements, Arrondissements, Kantone und Mairien. In: Geschichte im Wuppertal. Band 17. Wuppertal 2008.
- Zum Todestag Herzog Wilhelms I. von Berg – 24. Juni 1408. In: Romerike Berge. 58 Jg., Heft 1, 2008, ISSN 0485-4306.
- Die Kinderverlobung vom 25. November 1496. In: Romerike Berge. Band 58/3. Solingen 2008.
- Familienbande – die Grafen von Berg 1101–1225. In: Romerike Berge. Band 59/3. Solingen 2009.
- Die erste bergische Dynastie. In: Romerike Berge. Band 60/2. Solingen 2010.